# وزارة النقل (العراق)
وزارة النقل العراقية إحدى تشكيلات مجلس الوزراء العراقي، مهمتها إدارة النقل العام والخاص في العراق، يشغل منصب الوزير حالياً ناصر بندر.

## أقرأ ايضاً
- الهيئة العامة للأنواء الجوية والرصد الزلزالي